# Галімов Акім Альфадович
Акім Альфадович Галімов (крим. Akim Ğalimov, нар. 28 травня 1985, смт Пограничний, Приморський край, РРФСР, СРСР) — український журналіст, сценарист, продюсер, автор документально-історичних проєктів.

## Життєпис
Акім Галімов народився 28 травня 1985 року в смт Пограничний Приморського краю РРФСР.
За національністю — кримський татарин (по маминій лінії). У 1944 році його дідуся депортували з Криму. Сім'я Акіма змогла повернутися на півострів з Узбекистану лише в 1994 році.
Закінчив факультет журналістики севастопольської філії Московського державного університету імені Михайла Ломоносова. Працював на українських телеканалах «Інтер», «Перший національний», тепер — на «1+1».
Був членом журі фестивалю короткого метру «Де кіно».
У 2023 році почав вести свій YouTube-канал під назвою «Реальна історія», де він публікує свої відео про історію України.

## Доробок

### Фільми
- «Примушені до війни» (2008)[9];
- «Операція Крим» (2014)[10];
- «Жінка-банкомат» (2014)[11];
- «Циганська кров» (2015)[12];
- «Де починається Україна?» (2015)[9];
- «Україна. Повернення своєї історії» (2016, 2017)[13];
- «Скарби нації» (2019, з циклу «Україна. Повернення своєї історії»)[14][15].
- «Таємниці великих українців» (2021)[13]
- «Таємничі манускрипти» (2021, з циклу «Україна. Повернення своєї історії»)[16]
- «Українські палаци. Золота доба» (2022)[17][18]
- «Реальна історія з Акімом Галімовим» (2022)[19]
- «Евакуація» (2023)[20]
- «Рашизм. Історія хвороби» (2023)[21]
- «Україна майбутнього. Переграти агресора» (2023)[22]

## Нагороди
- Орден «За заслуги» III ст. (28 червня 2024) — за значні заслуги у зміцненні української державності, мужність і самовідданість, виявлені у захисті суверенітету та територіальної цілісності України, вагомий особистий внесок у розвиток різних сфер суспільного життя, сумлінне виконання професійного обов’язку[23];
- Національна премія України в галузі телебачення «Телетріумф» у номінації «Продюсер/продюсерська група документального фільму/серіалу/проекту» — за фільм «Україна. Повернення своєї історії-2» (2018)[24];
- Національна премія України в галузі телебачення «Телетріумф» у номінації «Телевізійний документальний фільм» — за фільм «Україна. Повернення своєї історії — 2» (2018)[25];
- Національна премія України в галузі телебачення «Телетріумф» у номінації «Телевізійний документальний фільм» — за фільм «Україна. Повернення своєї історії» (2017)[26];
- Національна премія України в галузі телебачення «Телетріумф» у номінації «Телевізійний документальний фільм» — за фільм «Операція Крим» (2015)[27];
- Номінант Національної премії України в галузі телебачення «Телетріумф» у номінації «Репортер» (2010)[28].